# Durostorum Bay
Die Durostorum Bay (englisch; bulgarisch залив Дуросторум saliw Durostorum) ist eine 6,7 km breite und 3,9 km lange Bucht an der Oskar-II.-Küste des Grahamlands auf der Antarktischen Halbinsel. Als Nebenbucht des Exasperation Inlet liegt sie südöstlich des Sandilh Point und nordwestlich des Ranyari Point. Sie entstand infolge des Aufbrechens des Larsen-Schelfeises im Jahr 2002 und dem sich daran anschließenden Rückzug des Pequod-Gletschers.
Vermessungen der Bucht erfolgten im Jahr 2012. Die bulgarische Kommission für Antarktische Geographische Namen benannte sie 2013 nach dem Römerlager Durostorum auf dem Gebiet der heutigen Stadt Silistra im Nordosten Bulgariens.